# 報告班長
《報告班長》，是一部1987年的臺灣電影，本片上映時還是臺灣戒嚴時期，卻造成了極大轟動，成為了臺灣的一部經典軍教電影，為臺灣開啟長達13年的軍教片熱潮，也是中華民國國軍喜劇軍教片的精神標竿。大部分演員於《報告班長2》中繼續擔綱演出。

## 劇情
主角趙士中（楊慶煌飾），原本與幫忙照顧家中麵攤的女友小何交往，卻未得到其父（郎雄飾）的認同。在麵攤時有次遇到小混混，趙士中遭小混混打傷。另一主角宋四郎（朱家麟飾）一直試圖逃兵，曾嘗試使自己殘缺躲避兵役。在新訓中，趙士中認識了宋四郎、林偉揚（李興文飾）等人，卻福利社排隊時卻得罪了教育班長孫建國（庹宗華飾），林偉揚認為孫建國插隊，要他排在後面。隨後都遭處罰。
在新訓中心，趙士中認識了來自大江南北的同袍弟兄，如雄威，外號「小大衛」，精通魔術及各種樂器，曾在酒家當過那卡西，其最大的願望就是將自由女神像變消失。還有歐平（王有日飾），是一位大結巴，口頭禪為臺語「哪會按呢？」（國語「怎麼會這樣？」之意），特別的是歐平連寫信時都會結巴，寫「...」，當別人問他時他說這樣收到的人才知道是他寫的。另外還有宋四郎，個性較迷糊，喜歡裝病，也因此曾被另一班長張火木（鈕承澤飾）注意。新訓同班的林偉揚體力良好，但也喜歡逞強。（如拉單槓時原本要拉十下，林偉揚硬要拉十二下，遭到班長罰他重拉）
在一次限時蒙眼拆解步槍時，林偉揚幫趙士中拆組好槍，被孫建國發現，孫建國對趙士中未作懲處，卻罰林偉揚禁假。愧疚的趙士中向林偉揚表示歉意、認為是趙士中害了他時，林偉揚表示不甘他的事，是班長看他不爽。不甘的林偉揚在晚上私下堵孫建國要求理由（認為他比他們多吃了幾個饅頭），孫建國表示你現在幫了他，在戰場上誰要幫他？但也答應林偉揚向孫建國的挑戰體能戰技，再給他一次機會。兩人在留守時一較高下，最終林偉揚敗給孫建國（後准許他放假）。
趙士中在休假中，與同袍又在麵攤遇到以前打敗他的小混混。小混混與趙士中等人發生口角，最後雙方大打出手，雖然回部隊後趙士中等人都遭連長懲處。但也得到女友之父的認同，以及孫班長的求情。
隨著新兵訓練，軍中的新兵們個性皆有所成長。林偉揚改變了以往喜好逞強的個性，較為沉穩。也讓他的祖母（英英飾）感到欣慰，特地帶雞到部隊慰勞大家。而宋四郎也不再裝病，在訓練中皆能堅持完成訓練。林偉揚寫給奶奶的信中，認為當兵是讓男孩轉變為男人的過程，就如原住民在小孩成人時，會將他帶到山上自食其力，如此才能證明成年。

## 主要人物

### 新兵
| 角色   | 演員   | 介紹 |
| 趙士中 | 楊慶煌 | 新兵編號○四四，故事中的主角，全劇以他與何姓女友間的書信往來描述自己的軍中生活。於故事開頭抽籤抽到陸軍第二特種兵，最後在劇末也和林偉揚一樣擔任教育班長。               |
| 林偉揚 | 李興文 | 新兵編號○四五，入伍前原本混小太保，曾被六間學校開除，由於個性逞強而招致教育班長的特別專注，最後在劇末自願留營擔任教育班長。家中有一祖母與名為「小寶」的弟弟。         |
| 宋四郎 | 朱家麟 | 新兵編號○四六，簡稱「小宋」，反映十分典型「不願役」（不願意服兵役）的角色，時常想藉由裝病來逃避訓練，不過都會被教育班長識破。在入伍前體檢時，被醫生診斷「包皮過長」。 |
| 雄威   | 雄威   | 新兵編號○四一，外號「小大衛」，精通魔術及各種樂器，曾在酒家當過那卡西，其最大的願望就是將自由女神像變消失。                                                           |
| 歐平   | 王有日 | 新兵編號○四二，是一位大結巴，寫信也一樣會結巴。口頭禪為臺語「哪會按呢？」（國語「怎麼會這樣？」之意）                                                                 |
| ○四三  | 吳帆   | 新兵編號○四三，全名於劇中未提及，時常與雄威、歐平形影不離。 |

### 連長
| 角色   | 演員   | 介紹         |
| 柯立民 | 柯俊雄 | 步七連連長。 |

### 排長
| 角色   | 演員   | 介紹                                   |
| 洪家嵩 | 洪家嵩 | 步七連排長，（為片中當時的現役軍人）。 |

#### 教育班長
| 角色   | 演員   | 介紹                                                                 |
| 孫建國 | 庹宗華 | 第五班班長，據說為士官隊第一名畢業，對於新兵的要求也是樣樣要做第一。 |
| 張火木 | 鈕承澤 | 第七班班長。                                                         |
| 黑班長 |        | 面惡心善的臺灣原住民士官，外號為「皮蛋」。                           |
| 女教官 | 劉瑞琪 | 教第五班新兵唱陸軍軍歌。                                             |

### 福利社
| 角色 | 演員   | 介紹                                                     |
| 秀琴 | 蕭紅梅 | 福利社小姐；是孫建國的女朋友。                           |
| 胖妞 | 廖麗君 | 福利社小姐；外號「賽貂嬋」，脾氣兇悍。誰惹她，就誰倒楣。 |

### 其他
| 角色 | 演員 | 介紹                                 |
| 小何 | 顏寧 | 趙士中的女友，在家中自開小麵攤幫忙。 |
| 何父 | 郎雄 | 趙士中女友的父親，家中自開小麵攤。   |
| 祖母 | 英英 | 林偉揚的祖母，家中務農。             |

## 經典台詞

### 軍旅篇之幹部玩兵
- 「聽說班長很兇！」「班長，班長有什麼了不起，我小學也當過班長！」「對啊！」：趙士中與林偉揚、宋四郎在福利社遇到孫建國所說，隨後三人都被罰大聲念五十次。
- 「水昆兄，你再混嘛！」：當張火木見到宋四郎又在裝病時所說，是將「混」字拆解成「水昆」。
- 「水昆兄，你要倒大霉囉！」
- 「你摸魚嘛！？摸到大白鯊了啊！限你三秒鐘離開地球表面，開始！還有兩秒鐘！還有一秒鐘，你還在給我混吶！」
- 「注意！三分鐘以後連集合場集合。集合的時候帶單兵攻擊教材，帶小板凳打綁腿紮Ｓ腰帶，帶鋼盔帶槍不帶刺刀，不戴防毒面具帶水壺，稍息以後開始行動，稍息！」
- 「叫你戴鋼盔你給我帶鋼杯！水昆兄，你給我混哈！把鋼杯頂在頭上！通通繞寢室，左去右回跑三圈，開始！」：當大家都已經集合，唯獨宋四郎還在慢慢來，張火木看到宋四郎所說的話。
- 「你喜歡在蚊帳裡抽菸是不是？你不想活了，別人還要命啊！好！我就讓你抽個夠！把這包菸抽完之後，你們兩個人到寢室來找我報到。」（嘴刁五支菸舉槍半蹲，另一位舉槍蛙跳左去右回）：半夜大家都已睡著，但是林偉揚與另外一個人睡不著，想要抽煙時，被外面經過的孫班長看到並叫他們出來。
- 「我叫你拉幾個？你拉了幾個？你以為你很行啊！？英雄片看太多了是不是！？回去給我重拉十個！」：當孫班長見到林偉揚比別人多拉了幾次吊單槓所說。
- 「盥洗時間，三分鐘！稍息之後開始行動！稍息！」
- 孫班長：「各位玩了一天，人是回來了，心不曉得有沒有收回來？我現在要看看誰的心沒有帶回來。注意聽好啊！我只講一遍。一是立正，二是稍息，三是蹲下，四是向左，五是向右，六是向後，七是起立，我希望大家都能夠過關。現在要開始了，注意聽！」

### 軍旅篇之部隊生活
- 「卓勝利，海軍陸戰隊！」
- 「合理的要求是訓練，不合理的要求是磨練。」
- 「當兵兩三年，母豬賽貂蟬。」
- 台灣原住民腔：「聽說你們很皮的啦！皮蛋吃多了是吧！？笑！還笑！牙齒白是不是！？告訴你們！不要看我黑的啦！我的心更黑！」
- 台灣原住民腔：「你們在這裡給我混嘛！收小腹！我看你們真的是皮蛋吃多啦！槍舉高！」
- 台灣原住民腔：「你肚子愈來愈像皮蛋的啦！幾個月啦！？收進去！」
- 台灣原住民腔：「我看你們哦，全部給我在這裡數饅頭是吧！？告訴你們！班長如果要數饅頭的話，還有兩百五十六個！知道了嗎！？饅頭吃得不夠是吧！？打螞蟻啊！？」
- 「拖嘛！拖嘛！拖鞋就是讓你們拖的嗎！？腳步邁開！」
- 「報告班長，洗澡避女人吶！」、「對呀，愛民十大守則第二條洗澡避女人！」
- 「看我們的隊伍，雄壯威武！聽我們的歌聲，響徹雲霄！」
- 「記住，當兵是來學打仗的，不是來學打架的。」
- 「離營前負責把我教會，不然你就倒大霉囉！」（教班長如何把香菸藏在嘴裡）

### 日常篇
- 「這款人也會做兵喔？」、「國家不幸啦！」、「不知道是哪一團的？」、「楊麗花那團的啦！」：當曾打傷趙士中的小混混見到趙世中入伍的調侃話。

## 音樂
| 曲別   | 歌名                 | 作詞         | 作曲   | 演唱者 |
| 插曲   | 《再次相遇》         |              | 庾澄慶 |        |
| 插曲   | 《我知道我已經長大》 | 林愷         | 庾澄慶 | 庾澄慶 |
| 片尾曲 | 《報告班長》         | 庾澄慶、林愷 | 庾澄慶 | 庾澄慶 |

## 拍攝地點
- 1987年，陸軍台東太平營區（新訓中心）(步一連)
- 1987年，陸軍高雄衛武營營區（新訓中心），現在己變成衛武營都會公園、衛武營國家藝術文化中心

## 相關系列電影
- 《報告班長2》（1988年）

原班人馬再度演出，以陸軍空降特戰部隊在山地特戰訓練為背景。
- 《報告班長3》（1994年）

由庹宗華、林志穎、金城武、任賢齊、馬如風、陳為民主演，以陸軍砲兵連為背景。
- 《報告班長4拂曉出擊》（1996年）

由張蜀生所執導，由庹宗華、李興文、孫耀威、蔡小虎、屈中恆、翁虹主演，以陸軍裝甲兵為背景。
- 《報告班長5：女兵報到》（1997年）

由林博生所執導，由李興文、天心、龐嘉綾、劉畊宏主演。故事背景來自1997年教育部試辦的成功嶺大專女兵訓練營。此外，本作上映時異於其他集數，在標題上並未有加註為第5集。
- 《報告班長6 報告總司令》（2000年）

金鰲勳重執《報告班長》系列導演筒之作，由庹宗華、黃維德、李立群、柯一正、蘇億菁主演。
- 《報告班長7 勇往直前》（2016年）

睽違13年，由梅長錕執導《報告班長》系列第7集，將徵召庹宗華回鍋演出，描述一群年經人，如何面對成長中的挑戰，如何面對挫折中的勇氣。將由威廉、趙駿亞、黃姵嘉主演。

## 類似作品

### 電影
- 《天才小兵》（1988年）
- 《成功嶺2 全面出擊》（1990年）
- 《金馬大兵》（1990年）
- 《少爺當大兵》（1990年）
- 《號角響起》（1995年）
- 《超級班長》（1996年）
- 《狗蛋大兵》（1996年）
- 《超級三等兵》（1997年）
- 《超級天兵之機車班長》（1998年）

#### 變向主題
- 空軍
  - 《想飛 傲空神鷹》（1993年）

### 電視
- 華視《大兵日記》（1990年）
- 華視《大地勇士》（1993年）
- 民視《新兵日記》（2010年）
- 民視《新兵日記之特戰英雄》（2011年）
- TVBS《女兵日記》（2018年）

## 註腳
1. ↑  於2009年08月27日由臺聖多媒體發行的DVD影碟，又將本片另行加註了副標題『新兵報到』；並把同日發行的《動員令》英文片名「Happy Days in the Army」與上映年份誤植，造成現今網路上流傳著嚴重錯誤的影片資料。
2. ↑  依據洪家嵩自己的Blog：陸官專7-18C，在2008-10-30 所寫的「報告班長」[]所披露，當時他是營站主任，因當時要拍晚點名畫面，找不到其他排長，就找他來演出了。
3. ↑  依據Yahoo!知識+的解答這位飾演原住民班長的臨時演員是在該營區受訓的學員，來自於蘭嶼，並非當時現役教育班長，因為拍攝時在旁邊看,導演看中他的喜感,臨時請他參予演出。

## 外部連結
- 臺灣電影資料庫
- 開眼電影網上《報告班長》的資料（繁體中文）
- 香港影庫上《報告班長》的資料（繁體中文）
- 豆瓣电影上《報告班長》的資料 （简体中文）
- 时光网上《報告班長》的資料（简体中文）
- 互联网电影数据库（IMDb）上《報告班長》的资料（英文）